# 客妾
客妾，是朝鮮半島一種傳统的性風俗。

## 概要
朝鮮王朝時代，國内交通狀況惡劣住宿設施不成熟，當時的庶民一般在稱為酒幕的地方留宿，地位高的大官如出行，一般只好在鄉下的兩班府上留宿。
在到達後，主人會用家常菜招待客人，然而不僅提供一個食宿的地方，也提供性服務，稱為客妾。一般是家中的妻子或妾侍或女兒，以慰藉客人的無聊，這種風俗在日韓合併後被禁止。